# Queluz (Sintra)
Queluz è una centro abitato, ex freguesia (letteralmente, in italiano, "parrocchia") della municipalità di Sintra, in Portogallo. È una vera e propria città di circa 100 228 abitanti (dati al 2021), su una superficie complessiva di circa 29,49 km². Ad essa sono amministrativamente sottoposte le freguesias di Queluz e Belas e Massamá e Monte Abraão. Dista circa 15 km da Lisbona.
Queluz venne ufficialmente definita città il 24 luglio 1997 dalla legge 88/97.
Attraversata dal fiume Jamor, nel XVIII secolo fu sede della corte reale. La famiglia del re risiedeva nel Palácio de Queluz.

## Storia
I primi insediamenti a Queluz risalgono a 4 200 anni a.C. Nel 2000 a.C. ebbe luogo un insediamento permanente a Massamá. Nel 1147 Queluz venne strappata agli arabi dai cristiani di Alfonso I del Portogallo insieme a Lisbona.
Nel primo e secondo millennio, fino al XVIII secolo, Queluz fu sede di case e fattorie della nobiltà e del clero portoghesi.
Il 30 agosto 1808 venne firmata nel Palacio de Queluz, fra i generali inglesi Sir Harry Burrard e Sir Hew Whitefoord Dalrymple, per conto dell'armata inglese operante nella Penisola iberica, ed il generale francese Junot, comandante il corpo di spedizione napoleonico, la Convenzione di Sintra, con la quale gl'inglesi accettavano la resa dei francesi dopo la sconfitta subita da questi ultimi ad opera delle truppe inglesi del maggior-generale lord Wellington a Vimeiro e s'impegnavano a trasportare via mare l'intero corpo di spedizione francese (20 900 uomini circa) in un porto francese sull'Atlantico.

## Monumenti e luoghi d'interesse

### Architetture religiose
- Chiesa di Nostra Signora della Concezione

### Architetture civili
- Palazzo Nazionale di Queluz, ex sede della famiglia reale portoghese. Edificio in stile rococò, venne realizzato nel XVIII secolo su progetto degli architetti Mateus Vicente de Oliveira e Manuel Caetano de Sousa.
- Scuola portoghese di arte equestre, moderno edificio che ospita la Scuola, realizzato nel 1979.

### Aree naturali

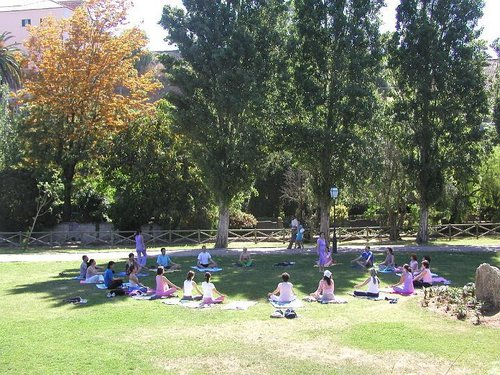
Parco Felício Loureiro

La città di Queluz ha numerosi parchi, tre dei quali sono particolarmente importanti, due nella fregueira della stessa Queluz ed uno in quella di Massamá
- Matinha de Queluz, cioè foresta di Queluz, bosco circondato da mura di circa 21 ettari
- Parco "Salgueiro Maia", che si estende solo per un ettaro ed è anche dedicato ad attività sportive
- Parco "Felício Loureiro", parco ben piantumato, contiene attrezzature per ricreazione, divertimento ed esercizio fisico. Diviso in due parti, la prima si estende lungo il fiume Jamor, nella quale, fra le altre, vi è la scultura di José Pedro Croft; il fiume è frequentato da molte anatre. La seconda parte comprende un circuito per esercizi sportivi e prati per ricreazione e divertimento.

## Società

### Evoluzione demografica
| Diagramma dell'evoluzione demografica della popolazione residente a Queluz (1830–2001) | Diagramma dell'evoluzione demografica della popolazione residente a Queluz (1830–2001) | Diagramma dell'evoluzione demografica della popolazione residente a Queluz (1830–2001) | Diagramma dell'evoluzione demografica della popolazione residente a Queluz (1830–2001) | Diagramma dell'evoluzione demografica della popolazione residente a Queluz (1830–2001) | Diagramma dell'evoluzione demografica della popolazione residente a Queluz (1830–2001) | Diagramma dell'evoluzione demografica della popolazione residente a Queluz (1830–2001) | Diagramma dell'evoluzione demografica della popolazione residente a Queluz (1830–2001) | Diagramma dell'evoluzione demografica della popolazione residente a Queluz (1830–2001) |
| -------------------------------------------------------------------------------------- | -------------------------------------------------------------------------------------- | -------------------------------------------------------------------------------------- | -------------------------------------------------------------------------------------- | -------------------------------------------------------------------------------------- | -------------------------------------------------------------------------------------- | -------------------------------------------------------------------------------------- | -------------------------------------------------------------------------------------- | -------------------------------------------------------------------------------------- |
| 1930                                                                                   | 1940                                                                                   | 1950                                                                                   | 1960                                                                                   | 1970                                                                                   | 1981                                                                                   | 1991                                                                                   | 2001                                                                                   |                                                                                        |
| 3 225                                                                                  | 4 967                                                                                  | 7 968                                                                                  | 15 746                                                                                 | 27 815                                                                                 | 48 112                                                                                 | 60 370                                                                                 | 78 273                                                                                 |                                                                                        |

## Infrastrutture e trasporti
Queluz dispone della stazione di Queluz-Belas, sulla ferrovia di Sintra.